# Rheneina buceros
Rheneina buceros är en fjärilsart som beskrevs av Sergius G. Kiriakoff 1971. Rheneina buceros ingår i släktet Rheneina och familjen tandspinnare. Inga underarter finns listade.